# Asociación Deportiva Siete Villas
La Asociación Deportiva Siete Villas es un equipo de fútbol de Castillo Siete Villas, en Cantabria (España), fue fundado en 1993. Actualmente milita en el grupo III de la Tercera Federación.

## Historia
Fundado en 1993, compitió desde su fundación hasta 2002 en la 1.ª Regional, año en que subió a la Regional Preferente. Solo estuvo una campaña en esa liga, ya que logró proclamarse campeón de la categoría y ascendió a la 3.ª División. 
Se estrenó en categoría nacional en la temporada 2003-04 y ha militado ininterrumpidamente en 3.ª División (dieciocho años) y tras su cambio de denominación en la 3.ª Federación a partir de 2021. 
La temporada 2010-2011 es para el Siete Villas la más exitosa de su historia, llegando a ser el cuarto clasificado y jugando la promoción de ascenso a 2.ª División B contra el C. F. Pozuelo de Alarcón de la Comunidad de Madrid, sin embargo no pudo conseguir el ascenso: 1-1 en Castillo Siete Villas y derrota 3-0 en Pozuelo de Alarcón.
En la temporada 2020-21, en una liga de reasignación debido a la pandemia global de la COVID-19. La competición se dividió en varias fases y subgrupos. Tras acabar tercero del Subgrupo B, disputó una segunda liguilla en la que terminó en cuarta posición. Para finalmente tener que disputar tres eliminatorias a partido único, en la primera resultó exento, para obtener una plaza en la Segunda División RFEF. Tras eliminar en la segunda a la Gimnástica de Torrelavega en San Pedro por 4-2. Llegó a la tercera y final, donde fue derrotado y eliminado por el C. D. Tropezón por 2-0.
En la Copa RFEF (Fase Autonómica de Cantabria) su mejor resultado fue el subcampeonato de 2011-12. La final fue a doble partido contra el Real Racing Club de Santander “B”, perdiendo en la ida en Santander por 3-0 y empatando a uno en San Pedro.

## Estadio
El campo de San Pedro es su terreno de juego, con una capacidad aproximada de 600 personas, está situado en Castillo Siete Villas, al lado de la Iglesia de San Pedro. Tiene una superficie de hierba artificial y fue inaugurado en 2007.

## Uniforme
- Uniforme titular: camiseta amarilla con detalles en azul claro, pantalón azul y medias amarillas.
- Uniforme alternativo: camiseta azul marino con detalles en blanco y amarillo, pantalón azul marino con franja amarilla en los laterales, medias en azul marino.

### Patrocinador
El Ecoparque de Trasmiera de Arnuero patrocina la camiseta del equipo.

## Trayectoria en competiciones nacionales
- Temporadas en Primera División: 0
- Temporadas en Segunda División: 0
- Temporadas en Primera Federación: 0
- Temporadas en Segunda Federación: 0
- Temporadas en Tercera: 21
- Participaciones en Copa del Rey: 0

## Trayectoria
| Temporada | Nivel | Categoría           | Posición       | Copa del Rey |
| --------- | ----- | ------------------- | -------------- | ------------ |
| 1993-94   | 6     | 1.ª Regional        | 19.º           |              |
| 1994-95   | 6     | 1.ª Regional        | 19.º           |              |
| 1995-96   | 6     | 1.ª Regional        | 20.º           |              |
| 1996-97   | 6     | 1.ª Regional        | 19.º           |              |
| 1997-98   | 6     | 1.ª Regional        | 6.º            |              |
| 1998-99   | 6     | 1.ª Regional        | 6.º            |              |
| 1999-2000 | 6     | 1.ª Regional        | 11.º (Grupo A) |              |
| 2000-01   | 6     | 1.ª Regional        | 4.º (Grupo B)  |              |
| 2001-02   | 6     | 1.ª Regional        | 1.º            |              |
| 2002-03   | 5     | Regional Preferente | 1.º            |              |
| 2003-04   | 4     | 3.ª División        | 13.º           |              |
| 2004-05   | 4     | 3.ª División        | 12.º           |              |
| 2005-06   | 4     | 3.ª División        | 14.º           |              |
| 2006-07   | 4     | 3.ª División        | 15.º           |              |
| 2007-08   | 4     | 3.ª División        | 13.º           |              |
| 2008-09   | 4     | 3.ª División        | 7.º            |              |
| 2009-10   | 4     | 3.ª División        | 8.º            |              |

| Temporada | Nivel | Categoría         | Posición | Copa del Rey |
| --------- | ----- | ----------------- | -------- | ------------ |
| 2010-11   | 4     | 3.ª División      | 4.º      |              |
| 2011-12   | 4     | 3.ª División      | 7.º      |              |
| 2012-13   | 4     | 3.ª División      | 9.º      |              |
| 2013-14   | 4     | 3.ª División      | 5.º      |              |
| 2014-15   | 4     | 3.ª División      | 11.º     |              |
| 2015-16   | 4     | 3.ª División      | 13.º     |              |
| 2016-17   | 4     | 3.ª División      | 6.º      |              |
| 2017-18   | 4     | 3.ª División      | 12.º     |              |
| 2018-19   | 4     | 3.ª División      | 13.º     |              |
| 2019-20   | 4     | 3.ª División      | 11.º     |              |
| 2020-21   | 4     | 3.ª División      | 4.º      |              |
| 2021-22   | 5     | 3.ª División RFEF | 9.º      |              |
| 2022-23   | 5     | 3.ª Federación    | 8.º      |              |
| 2023-24   | 5     | 3.ª Federación    | 13.º     |              |
| 2024-25   | 5     | 3.ª Federación    |          |              |

## Palmarés

### Torneos autonómicos
- Subcampeón de la Copa RFEF (Fase Autonómica de Cantabria) (1): 2011-12.
- Regional Preferente (1): 2002-03.
- Primera Regional (1): 2001-02.

### Trofeos amistosos
- Trofeo Memorial Luis Quintana (1): 2024.